# Kawaguchi (Saitama)
Kawaguchi (川口市 Kawaguchi-shi?) es una ciudad que se encuentra en el límite sur de la prefectura de Saitama, Japón. Es la segunda ciudad de la prefectura de Saitama por población, tan solo por detrás de la capital, Saitama. Debido a su situación junto al río Arakawa, límite natural de la prefectura de Tokio, muchos de sus habitantes acuden diariamente a Tokio para trabajar o disfrutar del ocio. 
El desarrollo de Kawaguchi se debió a la industria metalúrgica. Hoy en día la industria metalúrgica sigue presente, aunque su importancia es mucho menor, dando paso a la cultura y los servicios como actividades económicas principales. Son famosas en todo Japón las macetas con plantas y flores del distrito de Angyo, al noreste de Kawaguchi.
La flor de Kawaguchi es la azucena o lirio, conocida por su brillantez y pureza. La palabra lirio (en inglés), da nombre al Centro de Actividades Culturales y Artes Escénicas de Kawaguchi "LILIA"
La ciudad fue fundada el 1 de abril de 1933.